# أولاد يطو موالين الطالم (أولاد اشبانة)
أولاد يطو موالين الطالم هو دُوَّار يقع بجماعة أولاد شبانة، إقليم سطات، جهة الدار البيضاء سطات في المملكة المغربية. ينتمي الدوّار لمشيخة أولاد اشبانة التي تضم 7 دواوير. يقدر عدد سكانه بـ 316 نسمة حسب الإحصاء الرسمي للسكان والسكنى لسنة 2004.

## روابط خارجية
- البوابة الوطنية للجماعات الترابية
- المندوبية السامية للتخطيط